# ОПОЯЗ
ОПОЯЗ (рос. Общество по изучению (теории) поэтического языка; товариство вивчення поетичної мови або вивчення теорії поетичної мови) — наукове об'єднання, створене групою теоретиків і істориків літератури, лінгвістів, віршознавців — представників так званої «формальної школи», що існувала в 1916—1925 роках. Сама «формальна школа» проіснувала до початку 1930-х років і мала значний вплив на теоретичне літературознавство і семіотику.